# Foras

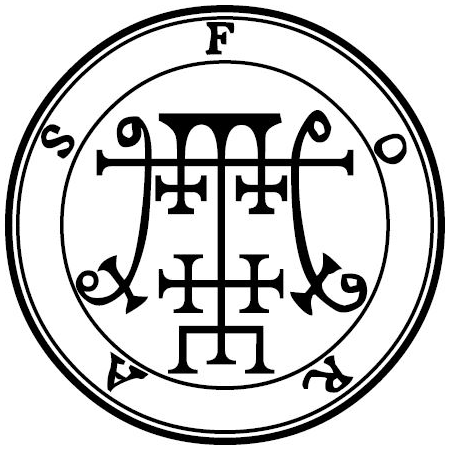
Le sceau de Foras selon Mathers.

Foras ou Forcas est un démon issu des croyances de la goétie, science occulte de l'invocation d'entités démoniaques. Il est possible que lui et Furcas, un autre démon, ne soient qu'une seule et même entité.
Le Lemegeton le mentionne en 31e position de sa liste de démons tandis que la Pseudomonarchia daemonum le mentionne en 29e position,. 
Portant les titres de chevalier et grand président des enfers, Foras a l'apparence d'un homme vigoureux avec une longue barbe et des cheveux blancs. Il est monté sur un cheval et tient un dard aigu à la main. Il connaît les vertus des herbes et des pierres précieuses, enseigne la logique, l'esthétique, la pyromancie, la rhétorique et la chiromancie. Il rend l'homme invisible, beau parleur et ingénieux. Il fait retrouver les choses perdues, découvre des trésors et possède sous ses ordres 29 légions de démons.